# 아타리 포트폴리오

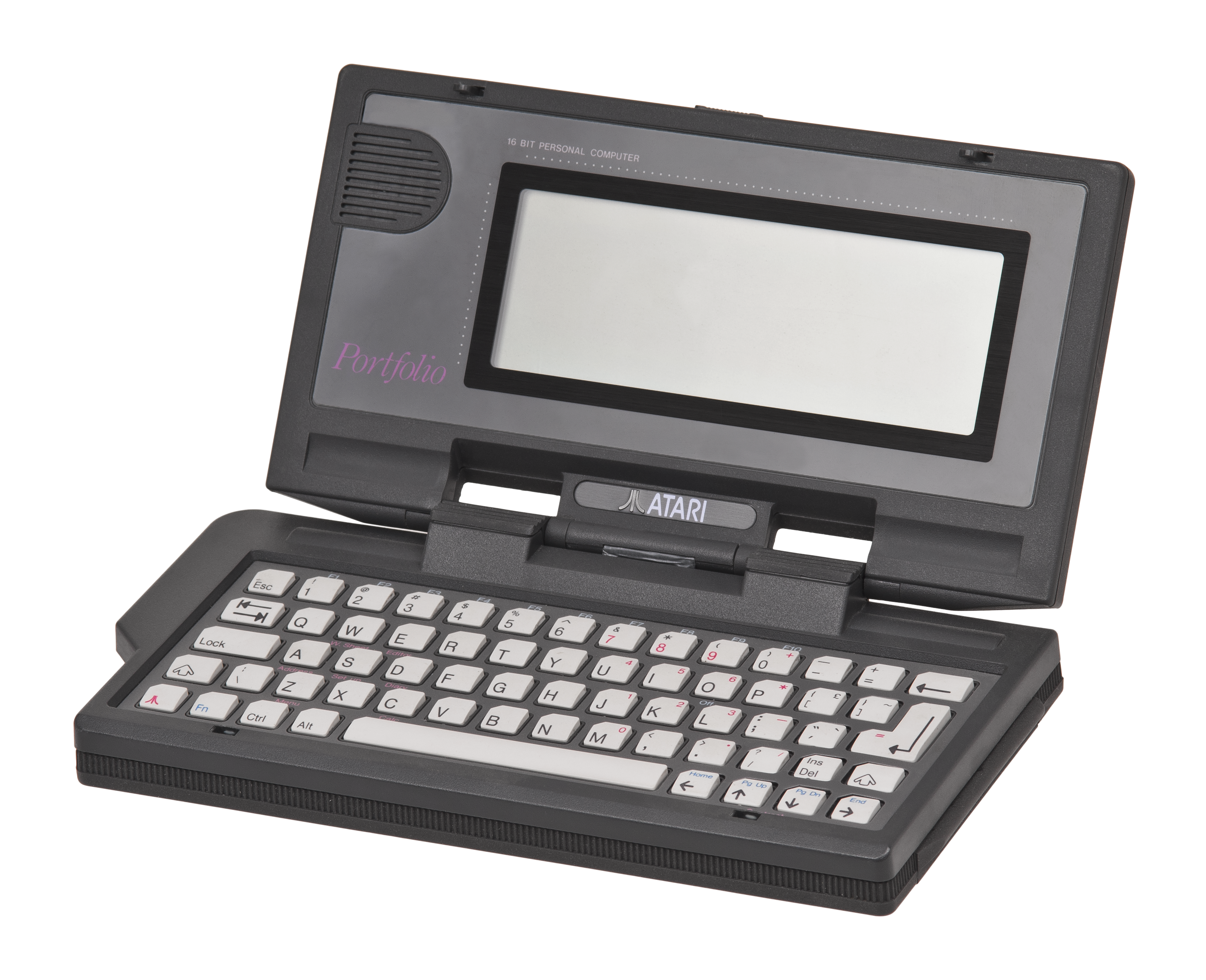
아타리 포트폴리오

아타리 포트폴리오(Atari Portfolio, Atari PC Folio)는 1989년 6월 아타리 코퍼레이션에서 출시한 IBM PC 호환 팜탑 PC이다. 세계 최초의 팜탑 컴퓨터이다.

## 역사
영국 서리주 길드퍼드에 본사를 둔 DIP 리서치(DIP Research Ltd.)는 1989년 영국에서 "DIP 포켓 PC"라는 제품을 출시했다. 출시 직후 DIP는 이 제품을 영국과 미국에서 포트폴리오로 판매하기 위해 아타리에 라이선스를 부여했다. 이탈리아, 스페인, 독일에서는 원래 대신 PC 폴리오로 판매되었다. DIP는 공식적으로는 "분산 정보 처리"를 의미하지만 실제로는 Psion의 전 직원이었던 회사 창립 멤버 세 명인 "David, Ian 및 Peter"를 의미한다. 이 회사(최초 사명: "Crushproof Software")의 원래 창립자는 이안 H. S. 컬리모어였고 나머지 두 사람은 데이비드 프로드샴, 피터 볼드윈이었다. 컬리모어는 DIP 포켓 PC 프로젝트 이전에 Psion에서 초기 오거나이저 제품 설계에 참여했다. 포트폴리오의 기술 후속 제품은 역시 DIP에서 개발한 샤프 PC-3000/3100이었다. DIP 리서치는 이후 1994년 피닉스 테크놀로지스에 인수되었다.

## 같이 보기
- HP 95LX
- HP 200LX